# Gothia Towers

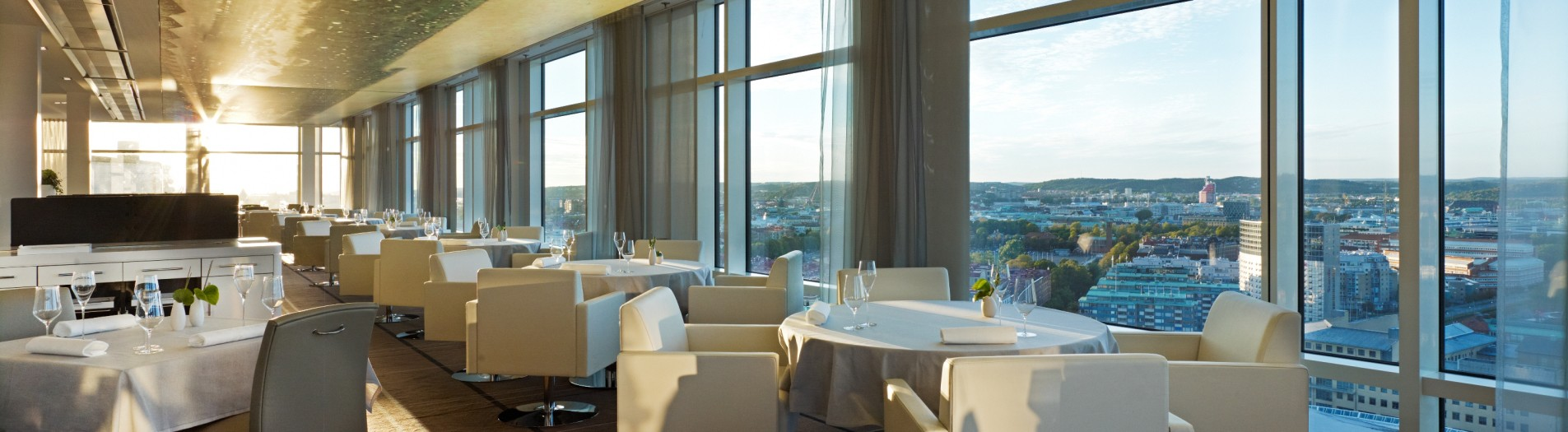
Upper House Dining

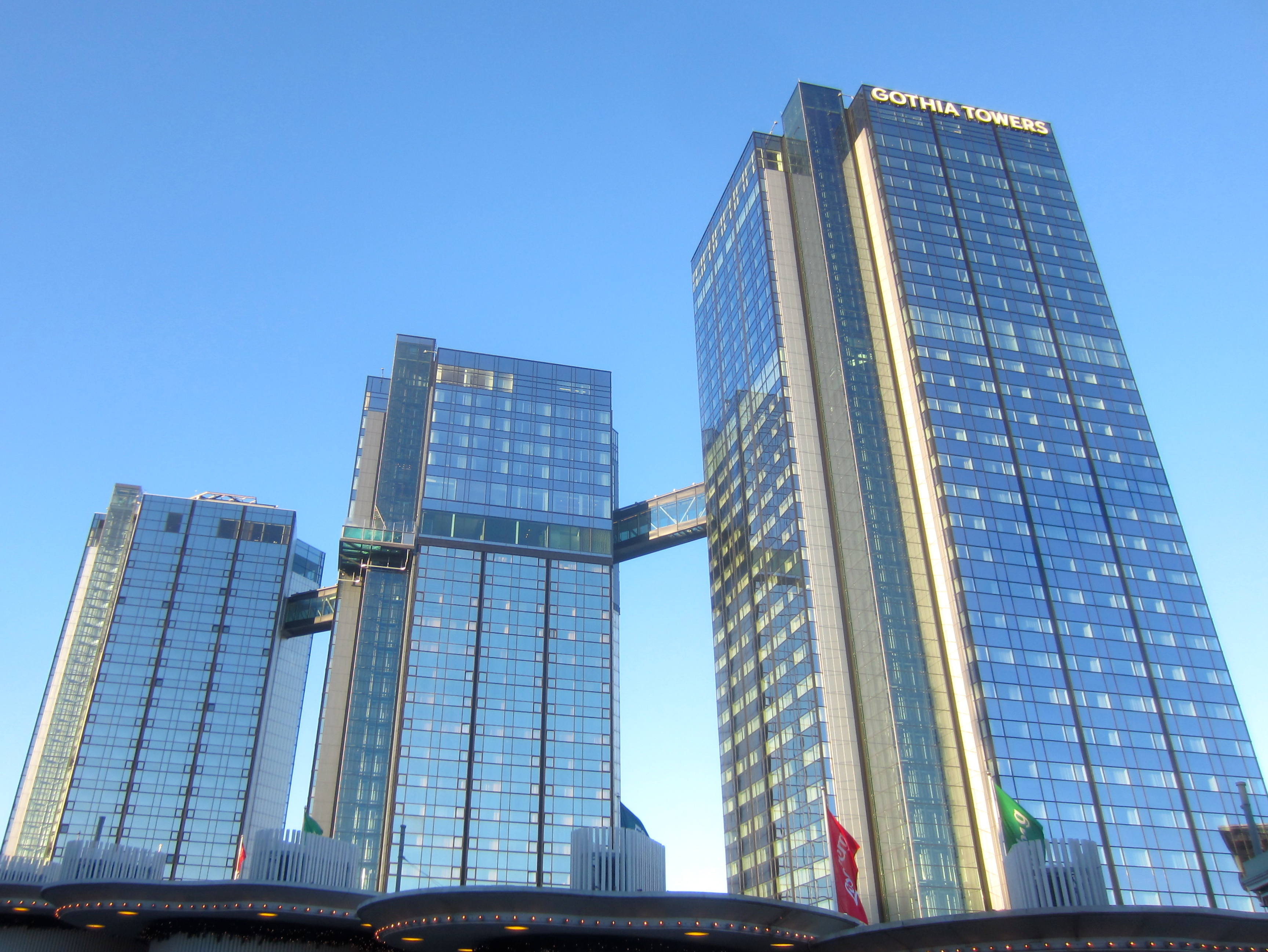
Gothia Towers i december 2014 vid entrén till Liseberg.

Gothia Towers är ett fyrstjärnigt hotell i centrala Göteborg och ett av Europas största med 1200 rum. Hotellet ligger i tre torn, Tower 1, Tower 2 och Tower 3. De är 75, 82 respektive 100 meter höga. De översta sex våningarna i Tower 2 är en femstjärnig del av hotellet som heter Upper House.

## Organisation
Gothia Towers ägs av Svenska Mässan Stiftelse, Svenska Mässan, en ekonomiskt fristående stiftelse som totalt har cirka 850 helårsanställda.

## Historik
Svenska Mässan var Sveriges första mässa och invigdes 1918 av kung Gustaf V. Fem år senare, 1923, arrangerade Göteborg en jubileumsutställning för att fira stadens 300-årsjubileum. Därför byggdes en mässhall på 40 000 kvadratmeter (idag är koncernens totalyta 145 000 kvm, av dessa är 41 000 kvm mäss- och konferensyta). Senare uppkom ett behov av ett hotell i anslutning till Svenska Mässan.

### Tower 1

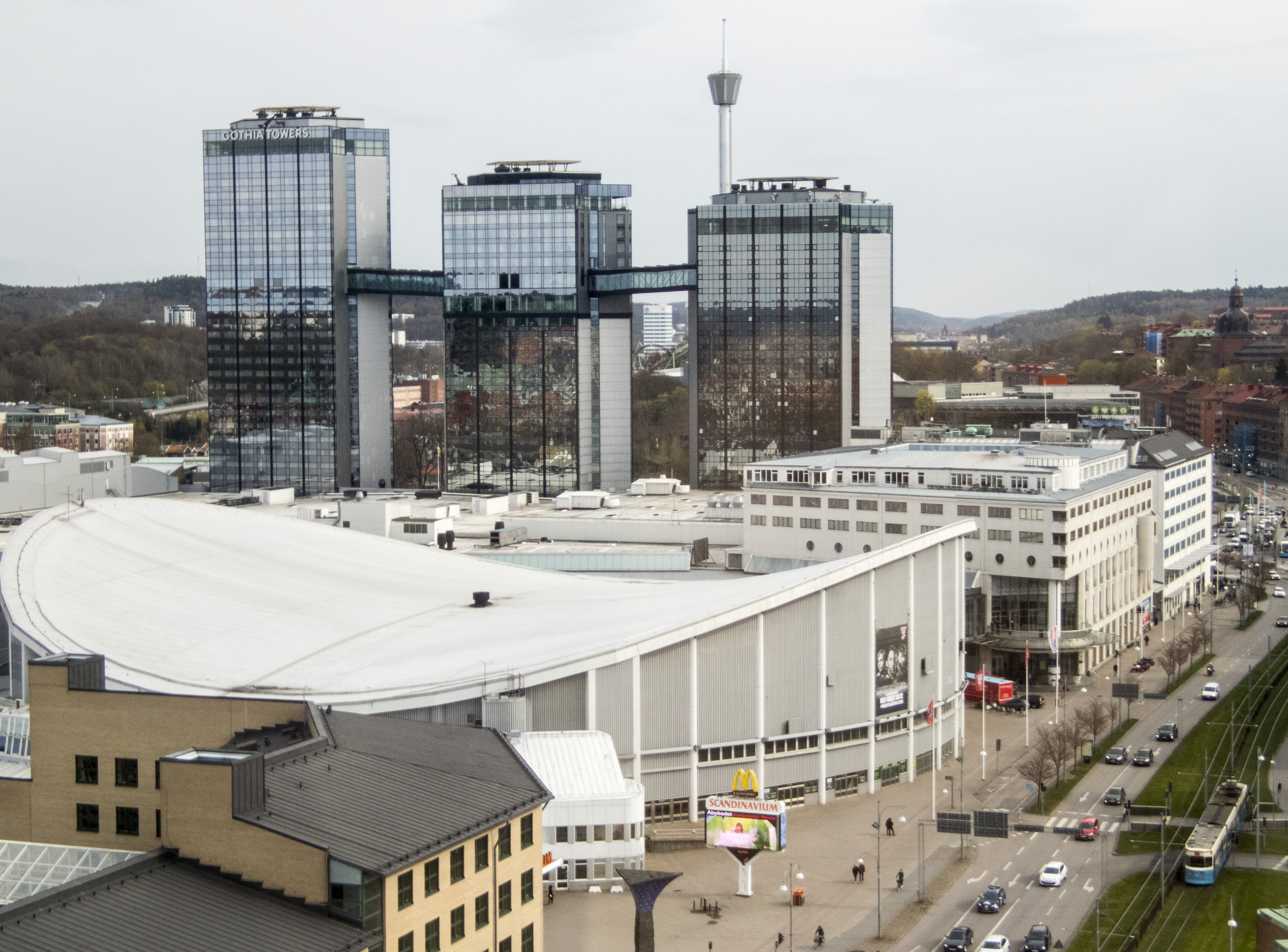
Gothia Towers bakom Scandinavium

År 1984 beslutades att bygga ett hotell tillhörande mässan. Hotellet kallades för Sara Hotel Gothia. Det ingick i den statligt ägda restaurang- och hotellkoncernen förkortad SARA, som stod för Sveriges Allmänna Restaurangaktiebolag. Byggnaden var 63 meter hög och hade 18 våningar. År 1992, när SARA gick i konkurs, togs hotellet över av Svenska Mässan och bytte namn, det kallades då enbart Hotel Gothia. När det andra tornet byggdes 2001 fick det ursprungliga tornet namnet East Tower.
Under åren 2012–2013 byggdes ytterligare 6 våningar på torn ett, som då blev 82 meter högt, och totalt 25 våningar. Den nya delen är Gothia Towers systerhotell Upper House, ett "hotell i hotellet", som består av spaavdelning (Upper House Spa), 49 nya rum och sviter samt en restaurang på 25:e våningen, Upper House Dining. Upper House är klassat som femstjärnigt och invigdes den 1 september 2013.

### Tower 2
När det andra tornet invigdes 2001 fick det namnet West Tower.

### Tower 3
Göteborgs stadsbyggnadskontor tog under 2008 fram en detaljplan för Gothia Towers vid Korsvägen. Stadsbyggnadskontoret hade på uppdrag av Byggnadsnämnden upprättat ett förslag till detaljplan för Gothia Towers (Heden 34:22 med flera) vid Korsvägen. Detaljplanearbetet hade föregåtts av ett program, som godkändes av nämnden den 12 juni 2007. Syftet med detaljplanen var att möjliggöra byggandet av en ny hotellbyggnad -Tower 3 - om 29 våningar öster om de två befintliga och en påbyggnad av den befintliga östra hotellbyggnaden -Tower 1 - med 6 våningar till 25 våningar.
Det tredje tornet började uppföras hösten 2012, öster om de två tidigare mittemot Lisebergs huvudentré. Det tredje hotelltornet är 100 meter högt med 29 våningar varav det nedersta planet är ett suterrängplan. Stommen uppfördes med glidformsgjutning. Tornet innehåller 500 hotellrum, en exklusiv konferensavdelning på våning 28 och en frukostrestaurang/festvåning högst upp. I februari 2015 kunde hela tornet tas i bruk. Det fick namnet East tower då det ligger längst österut av tornen.
Numera används inte väderstreck i hotellets namn utan tornen heter Tower 1, Tower 2 samt Tower 3.

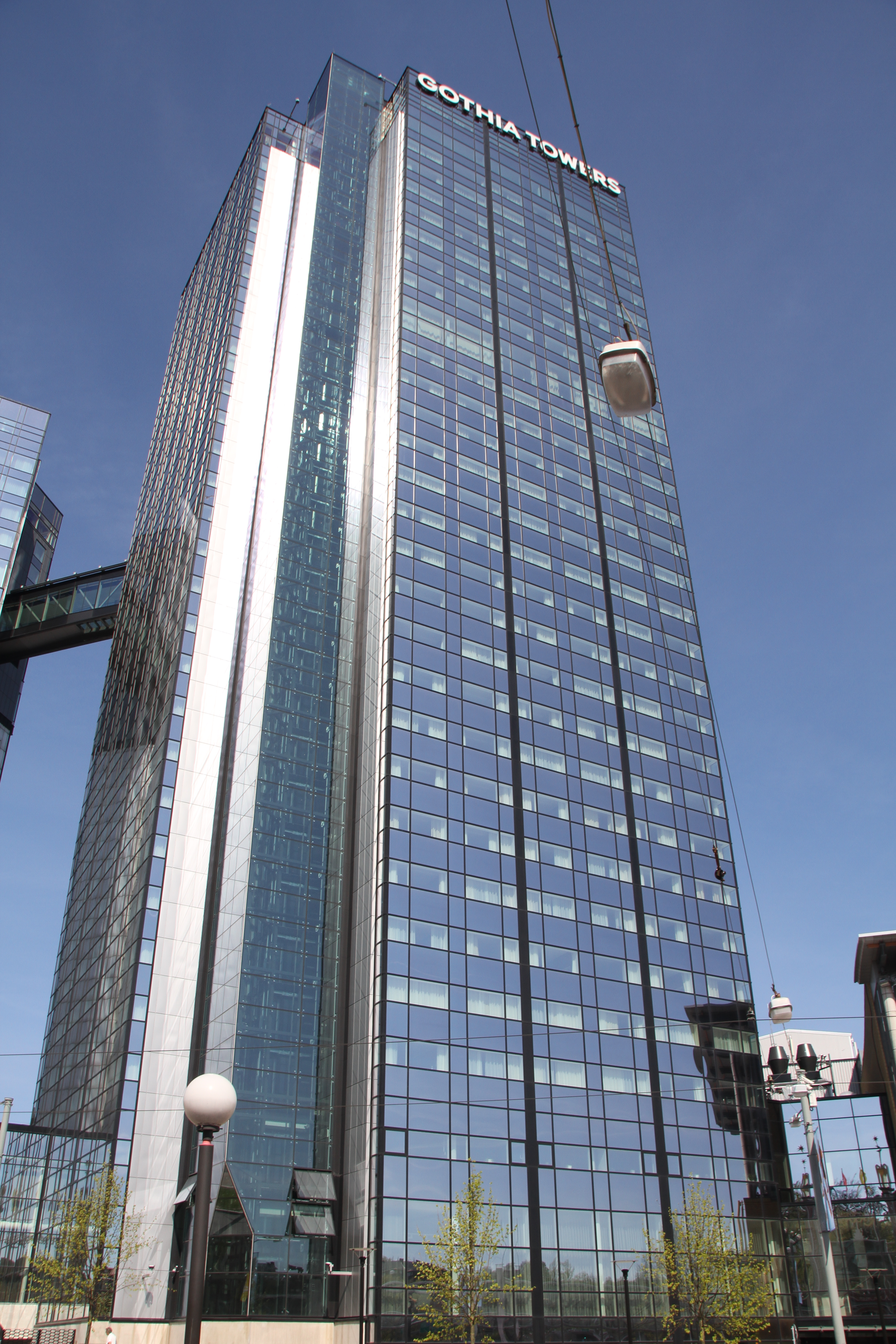
Tower 3, 100 meter högt och en av Göteborgs högsta skyskrapor.

## Planerade byggnader

### Det fjärde tornet: + One
I början av december 2015 berättade Fastighetsvärlden att det planeras för ett fjärde hotelltorn som är tänkt att bli 18 våningar högt. Det ska ligga närmast Korsvägen, alltså väster om nuvarande West Tower. 
Svenska mässan beslutade dock senare att bygga ett ännu större torn på platsen  med namnet + One. Det planeras bli 140 meter högt och kommer att innehålla 400 hotellrum, mötesytor och restauranger samt utöka hotellets huvudentré.

### Tower 5
Dessutom planeras det för ytterligare ett höghus inom kvarteret. Då handlar det om ett bostadshus, som enligt planen ska bli 110 meter högt (35 våningar).

## Restauranger

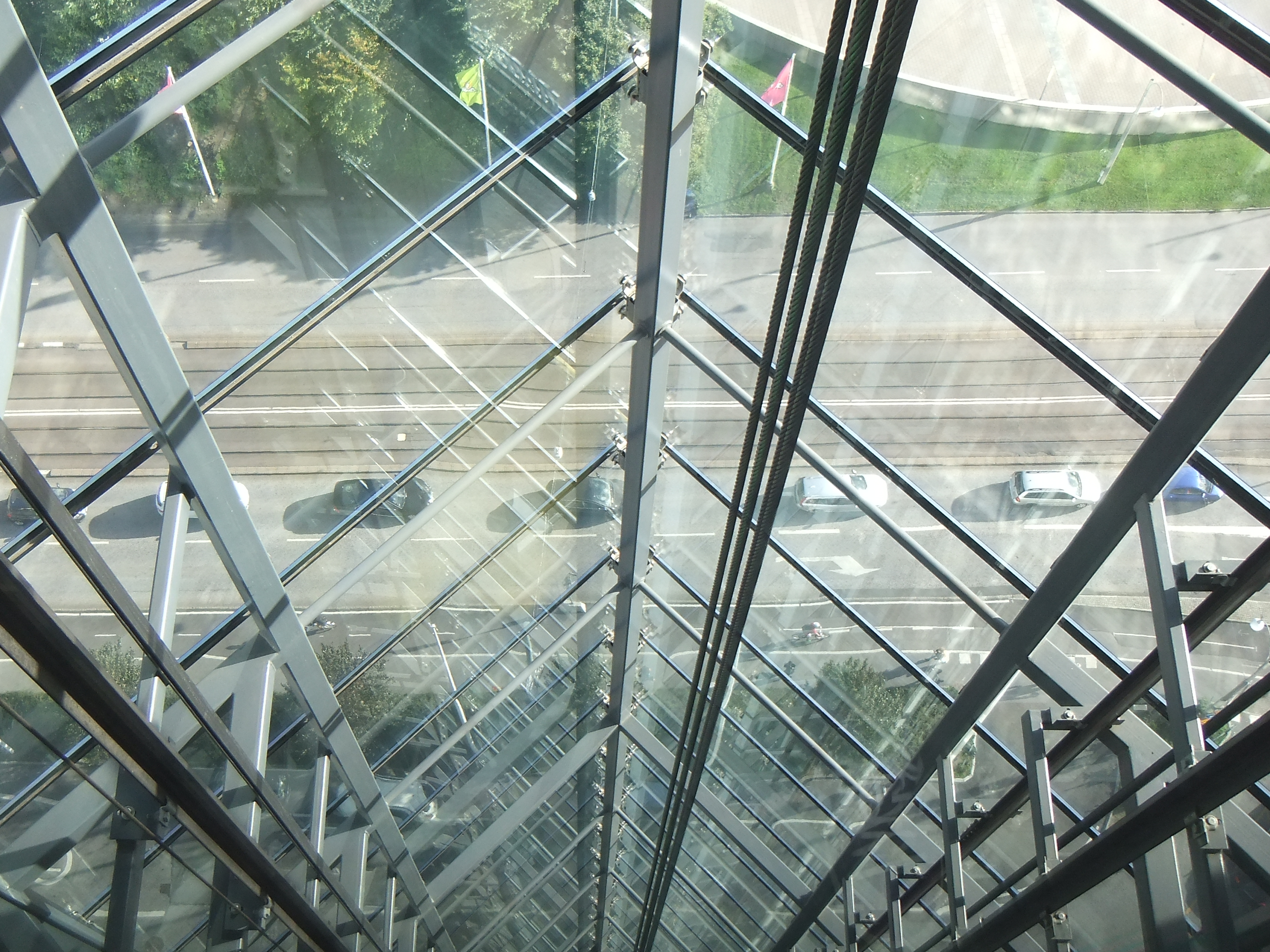
Hiss i Torn 1

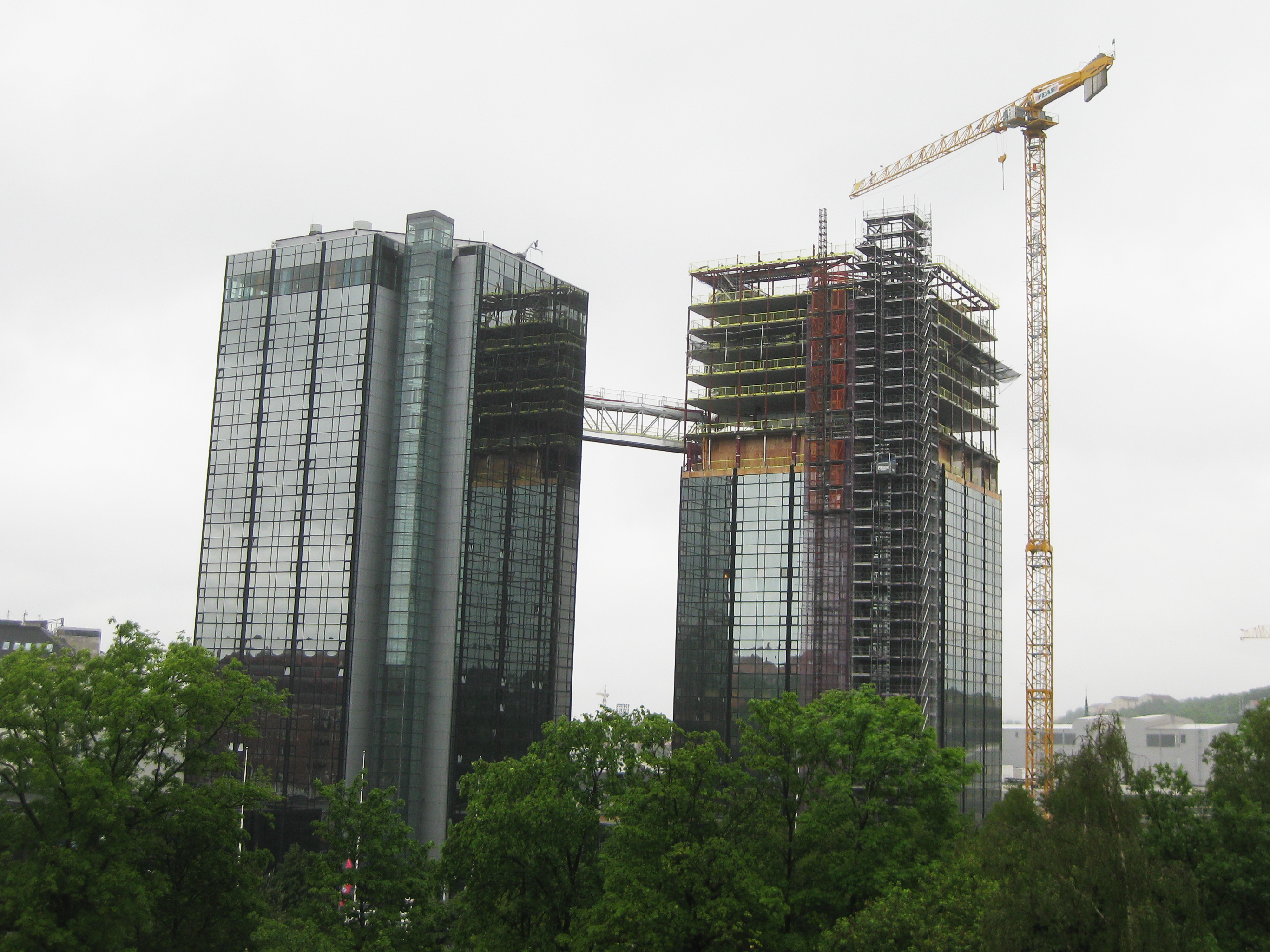
Östra Tornet höjdes och det tredje - East Tower - byggdes intill. Bild från juni 2012.

På hotellet finns fem publika restauranger och barer: Heaven 23, Corner, West Coast, Twentyfourseven samt baren på Upper House. Det finns även ett flertal festvåningar, restauranger samt bankettverksamhet.

### Bilder

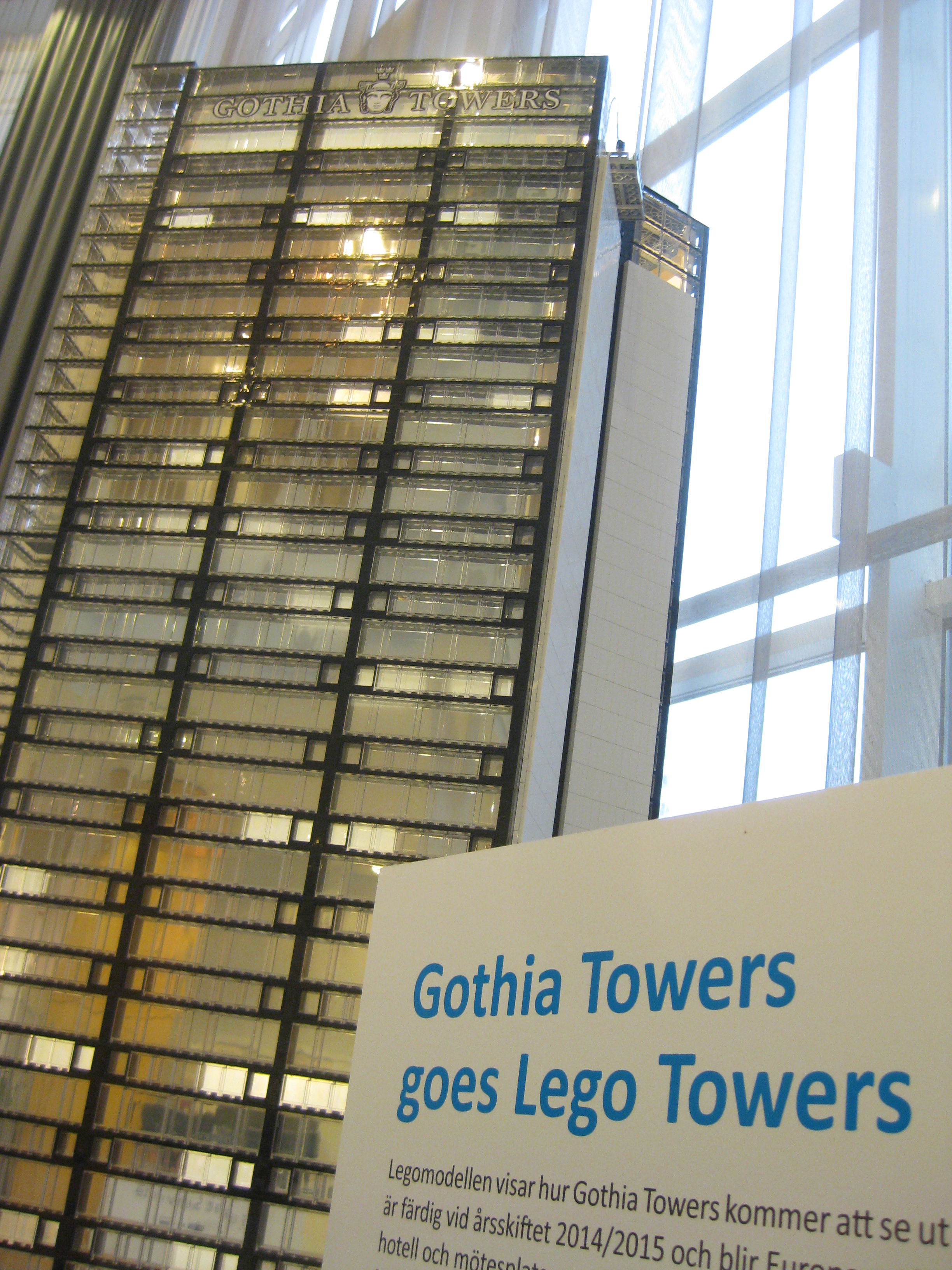
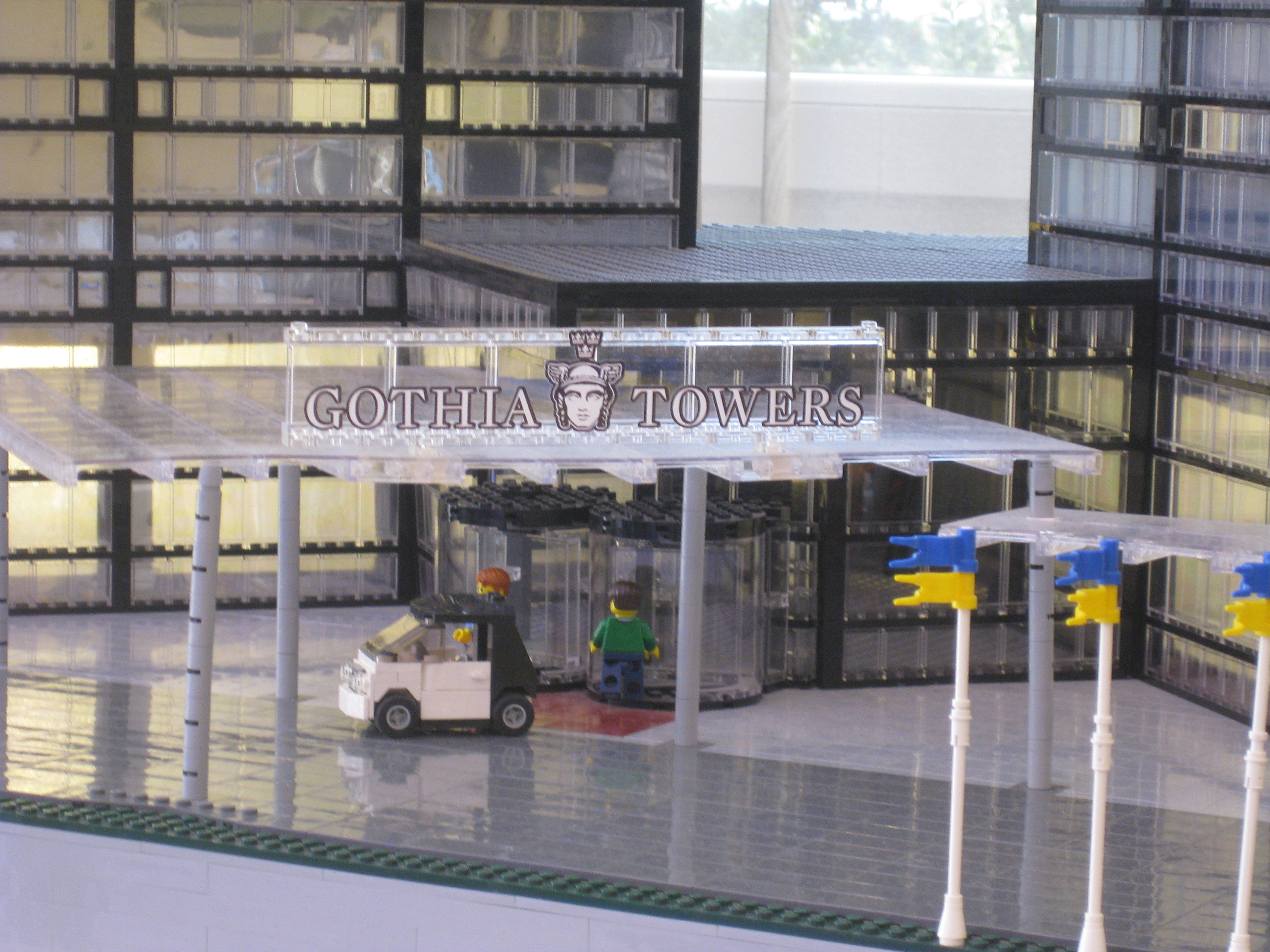
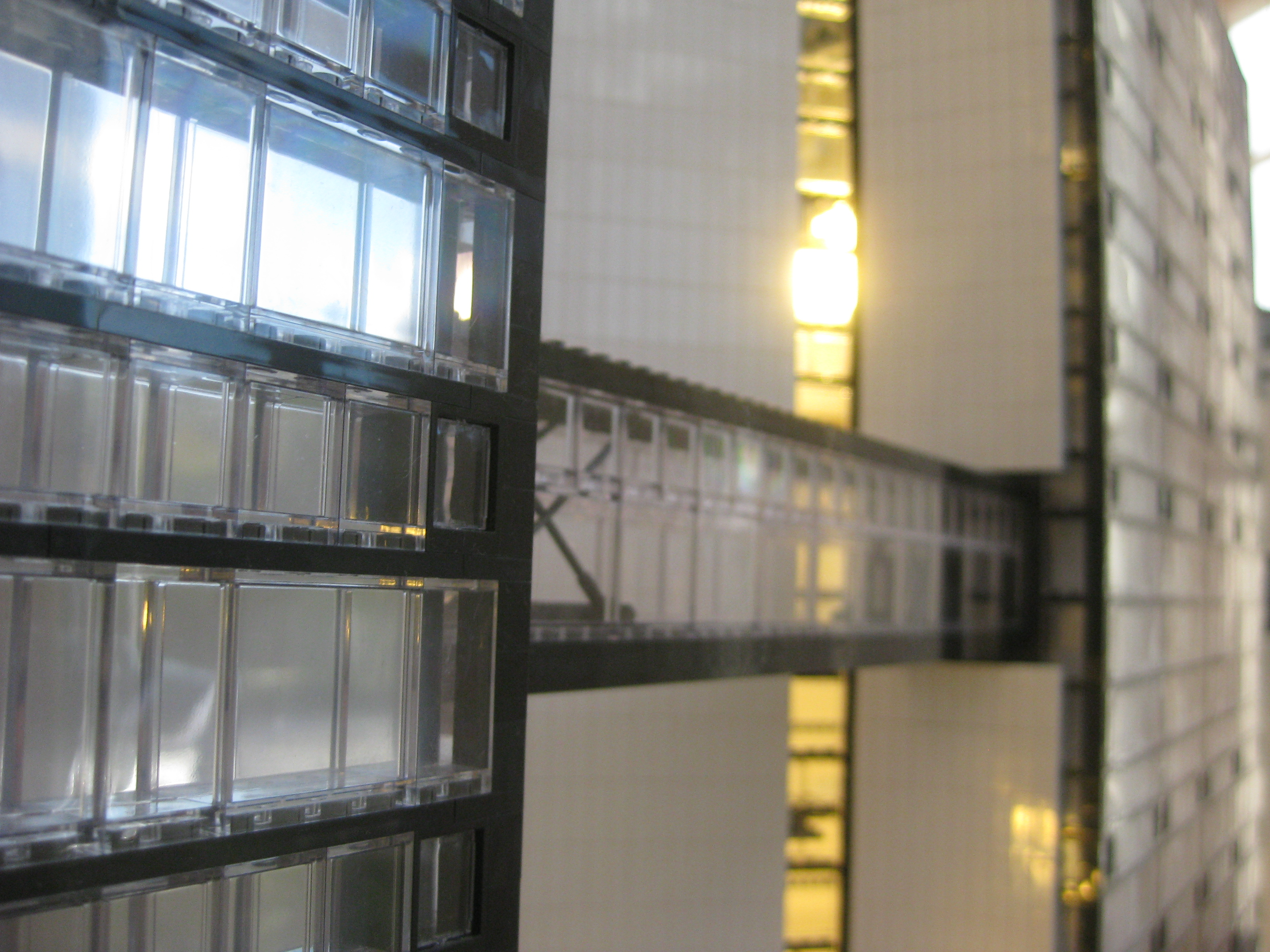
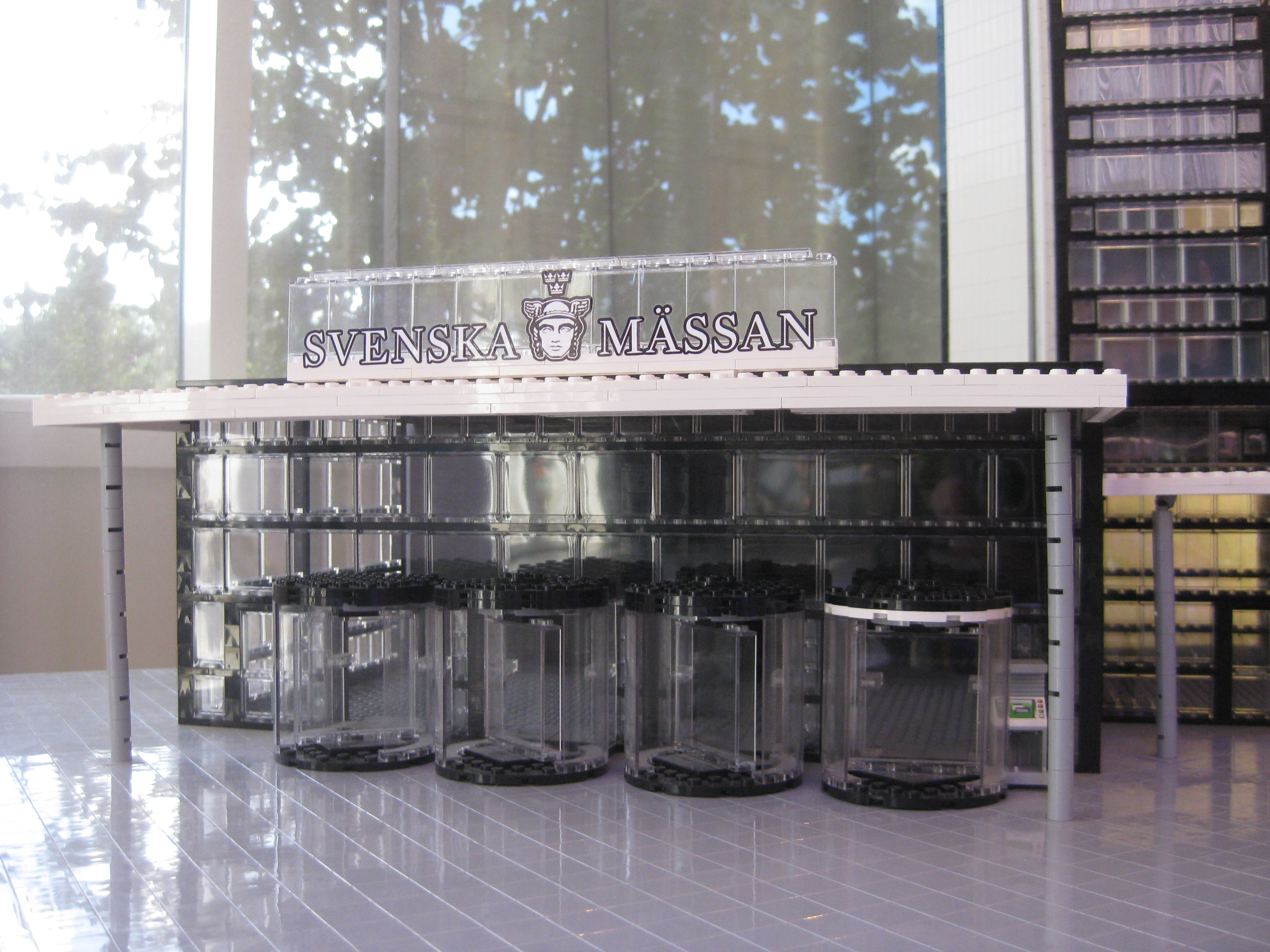

### King Size räksmörgås
På våning 23 i Tower 1 ligger restaurang Heaven 23, känd för sina räksmörgåsar, 'King Size'. Räksmörgåsarna är tillgängliga på samtliga restauranger på hotellet. Man finner dem även på flera av mässorna hos Svenska Mässan samt för avhämtning. 2006 var första året då det såldes över 100 000 räksmörgåsar. Under 2008 såldes det 148 863 räksmörgåsar och till detta gick det åt cirka 30 ton räkor. År 2009 nåddes totalantalet en miljon sålda räkmackor sedan starten, och 2011 såldes rekordantalet 155 611 räksmörgåsar. Första nedgången i försäljningen av räksmörgåsar noterades år 2012, då endast 152 339 smörgåsar tillverkades, vilket var 3 272 färre än året innan.

## Hotellfakta
- 1200 rum, alla rökfria[15]
- Fem publika restauranger
- 60 konferenslokaler

## Legomodellen

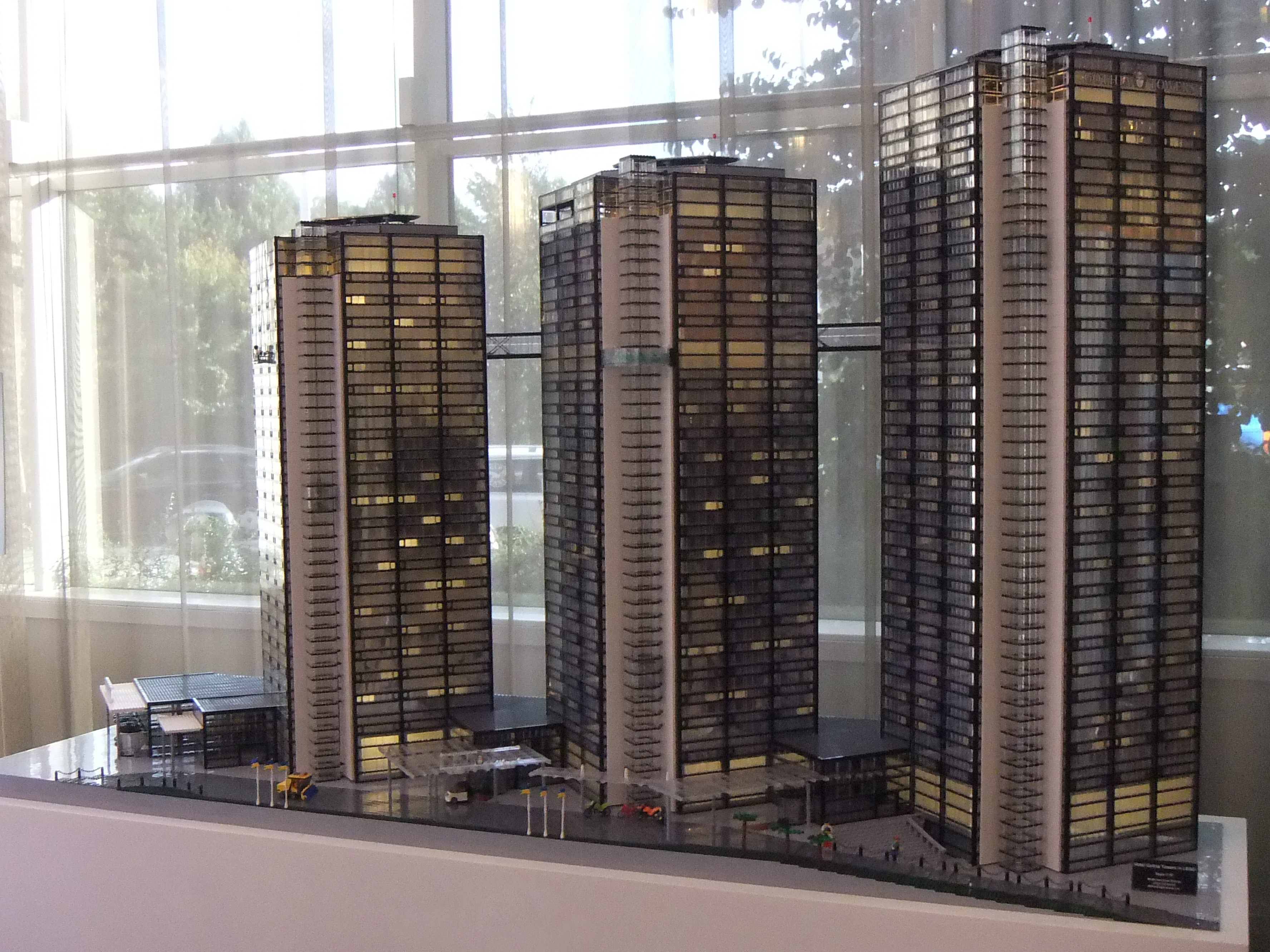
Legomodellen av Gothia Towers.

På Gothia Towers finns en Legomodell i skala 1:57 av Gothia Towers. Modellen är byggd av Johan Sahlström, civilingenjör på Volvo lastvagnar. Den är 1,8 meter hög, 3 meter bred och består av 75 000 legobitar, varav 10 000 är fönsterrutor.